# Albicostella splendida
Albicostella splendida är en insektsart som beskrevs av Kae Kyoung Kwon och Lee 1979. Albicostella splendida ingår i släktet Albicostella och familjen dvärgstritar. Inga underarter finns listade i Catalogue of Life.